# Élections législatives de 1951 dans le Rhône
Les élections législatives françaises de 1951 se tiennent le 17 juin. Ce sont les deuxièmes élections législatives de la Quatrième République.

## Mode de scrutin
Représentation proportionnelle plurinominale suivant la méthode du plus fort reste dans 103 circonscriptions, conformément à la loi des apparentements : les listes qui se sont « apparentées » avant l'élection remportent tous les sièges de la circonscription si leurs voix ajoutées obtiennent la majorité absolue des suffrages exprimés. Il y a 629 sièges à pourvoir.
Le vote préférentiel est admis. 
Les législateurs ne voulant pas que les circonscriptions dépassent les 10 sièges, le département est découpé en 2 circonscriptions :
- la première regroupe la ville de Lyon plus les cantons de Villeurbanne, Limonest et Neuville-sur-Saône. Elle est dotée de 8 sièges ;
- la deuxième regroupe le reste de l'arrondissement de Lyon et celui de Villefranche. Elle est dotée de 4 sièges.

## Candidats (première circonscription)

### Liste d'union républicaine, résistante et antifasciste présentée par le Parti communiste français
| N° | Candidats | Candidats         | Parti              | Principales fonctions                                                                          |
| -- | --------- | ----------------- | ------------------ | ---------------------------------------------------------------------------------------------- |
| 01 |           | Jean Cagne        | PCF                | Ouvrier métallurgiste, Lyon                                                                    |
| 02 |           | Pierre Cot        | Union progressiste | Agrégé des facultés de droit, député sortant, ancien Ministre de l'Air du Front populaire      |
| 03 |           | Julien Airoldi    | PCF                | Ouvrier métallurgiste, député sortant, conseiller municipal de Lyon, Médaille de la Résistance |
| 04 |           | Germaine Gacon    | PCF                | Licenciée d'histoire et de géographie, ancienne résistante, conseillère municipale de Lyon     |
| 05 |           | Auguste Hugonnier | PCF                | Ouvrier typographe, député sortant, ancien résistant, conseiller municipal de Villeurbanne     |
| 06 |           | Georges Salendre  | PCF                | Sculpteur, conseiller municipal de Lyon                                                        |
| 07 |           | Marguerite Carlet | PCF                | Ouvrière du textile, adjointe au maire de Vénissieux                                           |
| 08 |           | Jules Serval      | PCF                | Cheminot retraité, Lyon                                                                        |

### Liste du Rassemblement du peuple français
| N° | Candidats | Candidats           | Parti | Principales fonctions                                          |
| -- | --------- | ------------------- | ----- | -------------------------------------------------------------- |
| 01 |           | Jacques Soustelle   | RPF   | Député sortant UDSR de la Mayenne, ancien ministre, ethnologue |
| 02 |           | Édouard Charret     | RPF   | Ancien résistant, Lyon                                         |
| 03 |           | Paul Burlaton       | RPF   | Docteur en médecine                                            |
| 04 |           | Alexandre Morin     | RPF   | Commerçant                                                     |
| 05 |           | Paul Honel          | RPF   | Mécanicien SNCF                                                |
| 06 |           | René Caille         | RPF   | Dessinateur                                                    |
| 07 |           | Marguerite Menneton | RPF   | Commerçante                                                    |
| 08 |           | Charles Béraudier   | RPF   | Agent commercial                                               |

### Liste présentée par le Parti républicain radical et radical-socialiste, le Rassemblement des gauches républicaines et l'Union démocratique et socialiste de la résistance
| N° | Candidats | Candidats           | Parti   | Principales fonctions                                             |
| -- | --------- | ------------------- | ------- | ----------------------------------------------------------------- |
| 01 |           | Édouard Herriot     | Radical | Maire de Lyon, député sortant, Président de l'Assemblée nationale |
| 02 |           | Alfred Jules-Julien | Radical | Adjoint au maire de Lyon, ancien ministre                         |
| 03 |           | Albert Doutre       | Radical | Adjoint au maire de Villeurbanne, agent de maitrise               |
| 04 |           | Armand Tapernoux    | Radical | Conseiller municipal de Lyon, professeur à l'École vétérinaire    |
| 05 |           | Jean Oboussier      | Radical | Maire de Neuville-sur-Saône, docteur en pharmacie                 |
| 06 |           | Henry Lallement     | UDSR    | Commerçant                                                        |
| 07 |           | Blanche Péclet      | Radical | Sage-femme                                                        |
| 08 |           | Léon André          | Radical | Technicien métallurgiste, secrétaire syndical                     |

### Liste de l'Union des indépendants, des paysans et des républicains nationaux
| N° | Candidats | Candidats                | Parti    | Principales fonctions                                            |
| -- | --------- | ------------------------ | -------- | ---------------------------------------------------------------- |
| 01 |           | Pierre Montel            | PRL      | Député sortant, ancien secrétaire d'État, expert comptable, Lyon |
| 02 |           | Guy Jarrosson            | PRL      | Agent de change, Lyon, conseiller général du canton de Lyon-VII  |
| 03 |           | René Boitias             | DVD      | Pharmacien                                                       |
| 04 |           | André Pascal             | All.dém. | Inspecteur d'assurances                                          |
| 05 |           | Suzanne Pouradier-Duteil | PRL      |                                                                  |
| 06 |           | Pierre Péchoux           | PRL      | Employé                                                          |
| 07 |           | Jacques Bizet            | PPUS     | Jardinier                                                        |
| 08 |           | Victor Dumont            | DVD      | Avocat à la Cour                                                 |

### Liste du Mouvement républicain populaire
| N° | Candidats | Candidats        | Parti | Principales fonctions                                                                       |
| -- | --------- | ---------------- | ----- | ------------------------------------------------------------------------------------------- |
| 01 |           | Maurice Guérin   | MRP   | Député sortant, publiciste, rédacteur en chef du journal La liberté, ancien résistant, Lyon |
| 02 |           | Joannès Charpin  | MRP   | Député sortant, avocat à la Cour d'Appel de Lyon                                            |
| 03 |           | Philomène Magnin | MRP   | Employée, Lyon                                                                              |
| 04 |           | Lucien Prost     | MRP   | Mécanicien SNCF                                                                             |
| 05 |           | Raymonde Belot   | MRP   | Étudiante                                                                                   |
| 06 |           | Joseph Jourdan   | MRP   | Transporteur                                                                                |
| 07 |           | Suzanne Gerbe    | MRP   | Professeur, Caluire-et-Cuire                                                                |
| 08 |           | Jean Decrénisse  | MRP   | Jardinier                                                                                   |

### Liste du Parti socialiste SFIO
| N° | Candidats | Candidats            | Parti | Principales fonctions                                                  |
| -- | --------- | -------------------- | ----- | ---------------------------------------------------------------------- |
| 01 |           | André Philip         | SFIO  | Député sortant, universitaire, ancien résistant, ancien ministre, Lyon |
| 02 |           | Étienne Gagnaire     | SFIO  | Artisan, adjoint au maire de Villeurbanne                              |
| 03 |           | Emma Grassely        | SFIO  |                                                                        |
| 04 |           | Jean Fousseret       | SFIO  | Docteur en médecine                                                    |
| 05 |           | Jean-Marie Balandras | SFIO  | Directeur d'école honoraire                                            |
| 06 |           | Simon Sylvestre      | SFIO  | Tourneur                                                               |
| 07 |           | Maurice Boucher      | SFIO  | Artisan                                                                |
| 08 |           | Lucien Bachellerie   | SFIO  | Agent de maitrise                                                      |

### Liste du Rassemblement des groupes républicains et indépendants français
| N° | Candidats | Candidats         | Parti | Principales fonctions         |
| -- | --------- | ----------------- | ----- | ----------------------------- |
| 01 |           | Léon Chambaretaud | RGRIF | Directeur d'assurance         |
| 02 |           | Jean Mercier      | RGRIF | Avocat à la Cour de Lyon      |
| 03 |           | André Mermet      | RGRIF | Inspecteur UNAT, Villeurbanne |
| 04 |           | Eugène Gendre     | RGRIF | Ingénieur                     |
| 05 |           | René Bayet        | RGRIF | Directeur commercial          |
| 06 |           | Joanny Tournier   | RGRIF | Représentant                  |
| 07 |           | Edmond Duc        | RGRIF | Employé                       |
| 08 |           | Edmond Cretin     | RGRIF | Imprimeur                     |

## Candidats (deuxième circonscription)

### Liste des indépendants paysans et républicains nationaux
| N° | Candidats | Candidats             | Parti | Principales fonctions                                                                                 |
| -- | --------- | --------------------- | ----- | --- |
| 01 |           | Jean Laborbe          | CNIP  | Agriculteur, maire de Pommiers, Secrétaire général de la Fédération nationale des syndicats agricoles |
| 02 |           | Henri-Laurent Lacombe | CNIP  | Président du CNIP du Rhône, maire de Dardilly                                                         |
| 03 |           | Henri Vignon          | CNIP  | Ingénieur de l'Ecole centrale lyonnaise, directeur de tissages à Amplepuis                            |
| 04 |           | Alfred Valentin       | CNIP  | Maître imprimeur à Givors                                                                             |

### Liste d'Union républicaine résistante et antifasciste présentée par le PCF
| N° | Candidats | Candidats          | Parti | Principales fonctions                                                     |
| -- | --------- | ------------------ | ----- | ------------------------------------------------------------------------- |
| 01 |           | Eugène Montagnier  | PCF   | Cultivateur, député sortant, Limonest                                     |
| 02 |           | Camille Vallin     | PCF   | Employé des PTT, conseiller général du canton de Givors, ancien résistant |
| 03 |           | Germaine Montadert | PCF   | Ménagère                                                                  |
| 04 |           | Eléonor Dargaud    | PCF   | Ouvrier métallurgiste, Villefranche-sur-Saône                             |

### Liste du Rassemblement du peuple français
| N° | Candidats | Candidats       | Parti | Principales fonctions                                                                                   |
| -- | --------- | --------------- | ----- | --- |
| 01 |           | André Lassagne  | RPF   | Universitaire, sénateur, ancien membre de l'Armée secrète, ancien déporté, conseiller municipal de Lyon |
| 02 |           | Robert Lafont   | RPF   | Industriel                                                                                              |
| 03 |           | Thérèse Peissel | RPF   | Assistante médicale                                                                                     |
| 04 |           | Philippe Danilo | RPF   | Représentant, maire de La Mulatière                                                                     |

### Liste du Mouvement républicain populaire , Action sociale, paysanne et familiale
| N° | Candidats | Candidats        | Parti | Principales fonctions                                          |
| -- | --------- | ---------------- | ----- | -------------------------------------------------------------- |
| 01 |           | Jean Villard     | MRP   | Directeur d'une société forestière, député sortant             |
| 02 |           | Philippe Sandrin | MRP   | Cultivateur, maire de Rivolet                                  |
| 03 |           | Claudia Champin  | MRP   |                                                                |
| 04 |           | Henri Touzet     | MRP   | Expert comptable, conseiller général du canton de Thizy, Cours |

### Liste d'Union des gauches républicaines - Parti républicain radical et radical-socialiste - Rassemblement des gauches républicaines
| N° | Candidats | Candidats             | Parti   | Principales fonctions |
| -- | --------- | --------------------- | ------- | --- |
| 01 |           | Lucien Degoutte       | Radical | Ingénieur des Arts et Métiers, capitaine d'aviation de réserve, conseiller municipal de Quincié-en-Beaujolais, député sortant |
| 02 |           | Constant Pellerin     | Radical | Agent de fabrication, Givors                                                                                                  |
| 03 |           | Claude Ramet          | Radical | Cultivateur, maire de Theizé, conseiller général du canton du Bois-d'Oingt                                                    |
| 04 |           | Jean-Germain Dessales | Radical | Chef d'entreprise textile, Cours                                                                                              |

### Liste républicaine de protestation
| N° | Candidats | Candidats       | Parti    | Principales fonctions                            |
| -- | --------- | --------------- | -------- | ------------------------------------------------ |
| 01 |           | Armand Chouffet | Soc.ind. | Avocat, maire de Villefranche-sur-Saône          |
| 02 |           | Antonin Moulin  | RGRIF    | Directeur commercial, adjoint au maire d'Oullins |
| 03 |           | Stéphane Gabert | DVG      | Négociant                                        |
| 04 |           | Pierre Gardes   | DVG      | Commerçant                                       |

### Liste du Parti socialiste SFIO
| N° | Candidats | Candidats      | Parti | Principales fonctions    |
| -- | --------- | -------------- | ----- | ------------------------ |
| 01 |           | Paul Jordery   | SFIO  | Employé, maire d'Oullins |
| 02 |           | Benoit Ducroux | SFIO  | Artisan                  |
| 03 |           | Joseph Vallas  | SFIO  | Artisan                  |
| 04 |           | Marcel Roux    | SFIO  | Conseiller juridique     |

### Liste d'Union pour l'indépendance française
| N° | Candidats | Candidats               | Parti         | Principales fonctions                                                                          |
| -- | --------- | ----------------------- | ------------- | ---------------------------------------------------------------------------------------------- |
| 01 |           | Albert Lécrivain-Servoz | Divers centre | Ancien résistant, député sortant MRP dissident, conseiller municipal de Villefranche-sur-Saône |
| 02 |           | Marcel Dumont           |               | Professeur de lycée                                                                            |
| 03 |           | Jeanne Grand            |               | Comptable                                                                                      |
| 04 |           | Albert Bernard          |               | Imprimeur                                                                                      |

## Élus
| Circonscription | Député sortant          | Parti | Parti    | Député élu ou réélu | Parti | Parti   |
| --------------- | ----------------------- | ----- | -------- | ------------------- | ----- | ------- |
| 1re             | Julien Airoldi          |       | PCF      | Jean Cagne          |       | PCF     |
| 1re             | Auguste Hugonnier       |       | PCF      | Pierre Cot          |       | URR     |
| 1re             | André Philip            |       | SFIO     | Jacques Soustelle   |       | RPF     |
| 1re             | Maurice Guérin          |       | MRP      | Édouard Charret     |       | RPF     |
| 1re             | Joannès Charpin         |       | MRP      | Guy Jarrosson       |       | PRL     |
| 1re             | Édouard Herriot         |       | Rad soc  | Édouard Herriot     |       | Rad soc |
| 1re             | Alfred Jules-Julien     |       | Rad soc  | Alfred Jules-Julien |       | Rad soc |
| 1re             | Pierre Montel           |       | CNIP     | Pierre Montel       |       | CNIP    |
|                 |                         |       |          |                     |       |         |
| 2e              | Eugène Montagnier       |       | PCF      | Jean Laborbe        |       | CNIP    |
| 2e              | Albert Lécrivain-Servoz |       | MRP-CNIP | Henri Lacombe       |       | CNIP    |
| 2e              | Jean Villard            |       | MRP      | Jean Villard        |       | MRP     |
| 2e              | Lucien Degoutte         |       | Rad soc  | Lucien Degoutte     |       | Rad soc |

## Résultats

### Première circonscription  (Lyon)
- Les listes Rad-RGR-UDSR, du CNIP, du MRP et de la SFIO se sont apparentées.
- Leurs voix cumulées de chaque apparentement représentant moins de 50% des exprimés, les sièges sont répartis à la proportionnelle entre tous les partis.
- Le score de l'apparentement est considéré comme celui d'une liste pour la répartition générale, ensuite la répartition interne des sièges entre apparentées se fait également à la proportionnelle.

| Parti    | Parti          | Tête de liste     | Résultats | Résultats | Sièges |  |
| Parti    | Parti          | Tête de liste     | Voix      | %         |        |  |
| -------- | -------------- | ----------------- | --------- | --------- | ------ |  |
|          | PCF            | Jean Cagne        | 64 815    | 25,31     | 2      |  |
|          | RPF            | Jacques Soustelle | 55 065    | 21,50     | 2      |  |
|          | Rad-RGR-UDSR * | Édouard Herriot   | 50 303    | 19,64     | 2      |  |
|          | CNIP *         | Pierre Montel     | 40 771    | 15,92     | 2      |  |
|          | MRP *          | Maurice Guérin    | 19 577    | 7,65      | 0      |  |
|          | SFIO *         | André Philip      | 14 862    | 5,80      | 0      |  |
|          | RGRIF          | Léon Chambaretaud | 8 627     | 3,37      | 0      |  |
|          |                |                   |           |           |        |  |
| Inscrits | Inscrits       | Inscrits          | 317 111   | 100,00    | 8      |  |
| Votants  | Votants        | Votants           | 262 000   | 82,62     |        |  |
| Exprimés | Exprimés       | Exprimés          | 256 076   | 97,74     |        |  |

### Deuxième circonscription  (Villefranche-sur-Saône)
- Les listes du CNIP, du MRP, du RGR et de la SFIO se sont apparentées.
- Leurs voix cumulées représentant plus de 50% des exprimés, tous les sièges sont répartis à la proportionnelle entre les partis apparentés.

| Parti    | Parti                               | Tête de liste           | Résultats | Résultats | Sièges |  |
| Parti    | Parti                               | Tête de liste           | Voix      | %         |        |  |
| -------- | ----------------------------------- | ----------------------- | --------- | --------- | ------ |  |
|          | CNIP *                              | Jean Laborbe            | 28 655    | 22,83     | 2      |  |
|          | PCF                                 | Eugène Montagnier       | 25 322    | 20,18     | 0      |  |
|          | RPF                                 | André Lassagne          | 21 128    | 16,83     | 0      |  |
|          | MRP *                               | Jean Villard            | 16 193    | 12,90     | 1      |  |
|          | RGR *                               | Lucien Degoutte         | 16 009    | 12,76     | 1      |  |
|          | Républicains de protestation        | Armand Chouffet         | 7 797     | 6,21      | 0      |  |
|          | SFIO *                              | Paul Jordery            | 6 634     | 5,29      | 0      |  |
|          | Union pour l'indépendance française | Albert Lécrivain-Servoz | 3 046     | 2,43      | 0      |  |
|          |                                     |                         |           |           |        |  |
| Inscrits | Inscrits                            | Inscrits                | 164 862   | 100,00    | 4      |  |
| Votants  | Votants                             | Votants                 | 129 540   | 78,58     |        |  |
| Exprimés | Exprimés                            | Exprimés                | 125 508   | 96,89     |        |  |